# Msconfig
Die Datei msconfig.exe, betitelt mit Systemkonfiguration, ist ein natives Konfigurationsprogramm für Microsoft Windows, welches mithilfe des Kommandozeilenbefehls msconfig gestartet werden kann. Das Programm erlaubt teilweise die Konfiguration des Systemstarts und das Verwalten von automatischen Starts diverser Programme und Systemdienste.

## Geschichte und Implementierung
Der automatische Start verschiedener Programme und Dienste ließ sich in früheren Windows-Versionen mit Hilfe der AUTOEXEC.BAT und CONFIG.SYS verwalten. msconfig löst diese Dateien ab und stellt eine grafische Oberfläche für den Benutzer zur Verfügung. Die Datei wird mit Ausnahme von Windows 2000 nativ bereitgestellt, mit dem Service Pack 2 für Windows XP wurde sie funktionell erweitert. Die Funktionsvielfalt des Programms unterschied sich innerhalb der Windows-Betriebssystemversionen leicht.

## Funktionen
Das Programm bietet dem Benutzer die Möglichkeit, den Startmodus des Betriebssystems einzustellen. Hierbei ist ein Diagnosesystemstart wählbar, bei dem nur die nötigsten Geräte und Dienste geladen werden; diese Option wird meist zum Beheben von Startproblemen verwendet. Des Weiteren können die Systemstarts anderer Betriebssysteme verwaltet werden, ebenso kann auch ein Start ohne grafische Benutzeroberfläche (GUI) veranlasst werden. Ein Menüpunkt befasst sich mit der Verwaltung für automatisch zu startende Programme und Dienste. Des Weiteren stellt Msconfig Programmverknüpfungen für verschiedene Windowseinstellungen bereit, etwa die Benutzerkontensteuerung oder das Windows-Sicherheitscenter.